# Europapokal der Landesmeister 1979/80
Der Europapokal der Landesmeister 1979/80 war die 25. Auflage des Wettbewerbs. 33 Klubmannschaften nahmen teil, darunter 32 Landesmeister der vorangegangenen Saison und mit Nottingham Forest der Titelverteidiger. Finalort des Wettbewerbes war das Madrider Estadio Santiago Bernabéu am 28. Mai 1980.
Die Teilnehmer spielten im reinen Pokalmodus mit (bis auf das Finale) Hin- und Rückspielen um die Krone des europäischen Vereinsfußballs. Bei Torgleichstand zählte zunächst die größere Zahl der auswärts erzielten Tore; gab es auch hierbei einen Gleichstand, wurde das Rückspiel verlängert und ggf. sofort anschließend ein Elfmeterschießen zur Entscheidung ausgetragen.

## Vorrunde
Das Hinspiel fand am 29. August, das Rückspiel am 5. September 1979 statt.
|            | Gesamt |             | Hinspiel | Rückspiel |
| ---------- | ------ | ----------- | -------- | --------- |
| Dundalk FC | 3:1    | Linfield FC | 1:1      | 2:0       |

## 1. Runde
Die Hinspiele fanden am 19. September, die Rückspiele am 3. Oktober 1979 statt.
|                           | Gesamt |                          | Hinspiel | Rückspiel |
| ------------------------- | ------ | ------------------------ | -------- | --------- |
| Dundalk FC                | 2:1    | Hibernians Football Club | 2:0      | 0:1       |
| BFC Dynamo                | 4:1    | Ruch Chorzów             | 4:1      | 0:0       |
| FC Argeș Pitești          | 3:2    | AEK Athen                | 3:0      | 0:2       |
| DFS Lewski-Spartak Sofia  | 0:3    | Real Madrid              | 0:1      | 0:2       |
| FC Porto                  | 1:0    | AC Mailand               | 0:0      | 1:0       |
| Red Boys Differdingen     | 3:7    | Omonia Nikosia           | 2:1      | 1:6       |
| Hajduk Split              | 2:0    | Trabzonspor              | 1:0      | 1:0       |
| Valur Reykjavík           | 1:5    | Hamburger SV             | 0:3      | 1:2       |
| Servette Genf             | 4:2    | KSK Beveren              | 3:1      | 1:1       |
| Vejle BK                  | 4:3    | FK Austria Wien          | 3:2      | 1:1       |
| Nottingham Forest         | 3:1    | Östers IF                | 2:0      | 1:1       |
| Start Kristiansand        | 1:6    | Racing Straßburg         | 1:2      | 0:4       |
| FK Partizani Tirana       | 2:4    | Celtic Glasgow           | 1:0      | 1:4       |
| HJK Helsinki              | 02:16  | Ajax Amsterdam           | 1:8      | 1:8       |
| Újpesti Dózsa SC Budapest | 3:4    | FK Dukla Prag            | 3:2      | 0:2       |
| FC Liverpool              | 2:4    | Dinamo Tiflis            | 2:1      | 0:3       |

## 2. Runde
Die Hinspiele fanden am 24. Oktober, die Rückspiele am 7. November 1979 statt.
|                   | Gesamt    |                  | Hinspiel | Rückspiel |
| ----------------- | --------- | ---------------- | -------- | --------- |
| BFC Dynamo        | 4:3       | Servette Genf    | 2:1      | 2:2       |
| Hamburger SV      | 6:3       | Dinamo Tiflis    | 3:1      | 3:2       |
| Celtic Glasgow    | 3:2       | Dundalk FC       | 3:2      | 0:0       |
| FC Porto          | (a)2:2(a) | Real Madrid      | 2:1      | 0:1       |
| Vejle BK          | 2:4       | Hajduk Split     | 0:3      | 2:1       |
| Ajax Amsterdam    | 10:40     | Omonia Nikosia   | 10:00    | 0:4       |
| FK Dukla Prag     | 1:2       | Racing Straßburg | 1:0      | 0:2 n. V. |
| Nottingham Forest | 4:1       | FC Argeș Pitești | 2:0      | 2:1       |

## Viertelfinale
Die Hinspiele fanden am 5., die Rückspiele am 19. März 1980 statt.
|                   | Gesamt    |                | Hinspiel | Rückspiel |
| ----------------- | --------- | -------------- | -------- | --------- |
| Nottingham Forest | 3:2       | BFC Dynamo     | 0:1      | 3:1       |
| Hamburger SV      | (a)3:3(a) | Hajduk Split   | 1:0      | 2:3       |
| Racing Straßburg  | 0:4       | Ajax Amsterdam | 0:0      | 0:4       |
| Celtic Glasgow    | 2:3       | Real Madrid    | 2:0      | 0:3       |

## Halbfinale
Die Hinspiele fanden am 9., die Rückspiele am 23. April 1980 statt.
|                   | Gesamt |                | Hinspiel | Rückspiel |
| ----------------- | ------ | -------------- | -------- | --------- |
| Nottingham Forest | 2:1    | Ajax Amsterdam | 2:0      | 0:1       |
| Real Madrid       | 3:5    | Hamburger SV   | 2:0      | 1:5       |

## Finale
| Nottingham Forest                                  | Nottingham Forest | Hamburger SV | Hamburger SV |
| -------------------------------------------------- | --- | --- | ------------ |
| Nottingham Forest                                  | \| Finale \| \| 28. Mai 1980 in Madrid (Estadio Santiago Bernabéu) \| \| Ergebnis: 1:0 (1:0) \| \| Zuschauer: 50.000 \| \| Schiedsrichter: António Garrido ( Portugal) \|                                               | \| Finale \| \| 28. Mai 1980 in Madrid (Estadio Santiago Bernabéu) \| \| Ergebnis: 1:0 (1:0) \| \| Zuschauer: 50.000 \| \| Schiedsrichter: António Garrido ( Portugal) \|                                                              | Hamburger SV |
| Nottingham Forest                                  | Peter Shilton – Viv Anderson, Kenny Burns, Larry Lloyd, Frank Gray (78. Bryn Gunn) – John McGovern , Martin O’Neill, Ian Bowyer, Gary Mills (67. John O’Hare), John Robertson – Garry Birtles Cheftrainer: Brian Clough | Rudi Kargus – Peter Nogly – Manfred Kaltz, Ivan Buljan, Ditmar Jakobs – Kevin Keegan, Holger Hieronymus (46. Horst Hrubesch), Felix Magath , Caspar Memering – Willi Reimann, Jürgen Milewski Cheftrainer: Branko Zebec ( Jugoslawien) | Hamburger SV |
| Nottingham Forest                                  | 1:0 John Robertson (20.) | | Hamburger SV |
| Nottingham Forest                                  | Kenny Burns | Peter Nogly | Hamburger SV |
| Finale                                             | | |              |
| 28. Mai 1980 in Madrid (Estadio Santiago Bernabéu) | | |              |
| Ergebnis: 1:0 (1:0)                                | | |              |
| Zuschauer: 50.000                                  | | |              |
| Schiedsrichter: António Garrido ( Portugal)        | | |              |

## Beste Torschützen
| Rang | Spieler         | Klub           | Tore |
| ---- | --------------- | -------------- | ---- |
| 1    | Søren Lerby     | Ajax Amsterdam | 10   |
| 2    | Ton Blanker     | Ajax Amsterdam | 7    |
|      | Horst Hrubesch  | Hamburger SV   | 7    |
| 4    | Sotiris Kaiafas | Omonia Nikosia | 6    |
| 5    | Frank Arnesen   | Ajax Amsterdam | 4    |
|      | Ruud Krol       | Ajax Amsterdam | 4    |

## Eingesetzte Spieler Nottingham Forest
| Nottingham Forest |
| - Tor: Peter Shilton (9/-) - Abwehr: Frank Gray (9/-); Larry Lloyd (9/-); Viv Anderson (8/-); Kenny Burns (8/-); Bryn Gunn (2/-); David Needham (1/-) - Mittelfeld: John Robertson (9/3); John McGovern (9/-); Ian Bowyer (7/3); Martin O’Neill (7/-); Gary Mills (3/-); Stan Bowles (2/-) - Angriff: Garry Birtles (9/2); Trevor Francis (4/3); Tony Woodcock (4/2); John O’Hare (2/-) - Trainer: Brian Clough |